# Magdala
Magdala, grekisk form av hebreiskans Migdal, är en stad i Galileen omnämnd i Nya testamentet som hemort för Maria från Magdala, en av Jesu följeslagare. Hon kallas även Maria Magdalena.
I Galileen har det funnits flera orter med namnet Migdal, till exempel Migdal Nunja, nuvarande el-Medjdel, omkring fem kilometer norr om Tiberias. Enligt Josefus var det en betydande stad med 230 fiskebåtar. Det är möjligt att det var i denna stad som Maria från Magdala hörde hemma.